# Viên Khúc
Viên Khúc (chữ Hán giản thể:垣曲县, âm Hán Việt: Viên Khúc huyện) là một huyện thuộc địa cấp thị Vận Thành, tỉnh Sơn Tây, Cộng hòa Nhân dân Trung Hoa. Huyện Viên Khúc có diện tích 1620 km², dân số năm 2003 là 220.000 người. Huyện Viên Khúc có 5 trấn và 12 hương.
- Trấn: Tân Thành, Cổ Thành, Đồng Thiện, Vương Mao, Tam Gia Loan.
- Hương: Cao Lạc, Trường Trực, Hoa Phong, Đông Bảo, Đàm Gia, Vọng Sơn, Lịch Sơn, Giải Dục, An Sào, Anh Ngôn, Bồ Chưởng, Diêu Đầu.